# Chlorogaster
Chlorogáster (лат.) — род грибов-гастеромицетов семейства ложнодождевиковые. Единственный вид — Chlorogaster dipterocarpi. Произрастает в Малайзии.
Родовое название Chlorogaster происходит от греческого χλωρός (зелёный) и γαστήρ (живот, желудок).

## Описание и экология
Характеризуется наземным грушевидным плодовым телом, покрытым тёмно-зелёным трещиноватым экзоперидием с коническим бородавками и светло-зелёной округлой перистомой. Споры крупные, тёмно-коричневые, с орнаментацией. Капиллиций тонкостенный, гиалиновый.
Первые экземпляры были собраны в диптерокарповом лесу в штате Сабах (Малайзия).